# Bucaneros de La Guaira
O Bucaneros de La Guaira é uma agremiação profissional de basquetebol situada na cidade de Maiquetía, Vargas, Venezuela que disputa atualmente a LPB.